# ハルミェール＝ユー
ハルミェール＝ユー(英語:Khalmer-Yu) (ロシア語: Хальмер-Ю)はロシア連邦のゴーストタウンで、1995年迄コミ共和国ヴォルクタのゴルニャツキー(Gornyatsky)地区にあった都市型集落であった。主な産業はペチョラ石炭採掘場で上質のコークスを採掘する石炭鉱業であった。

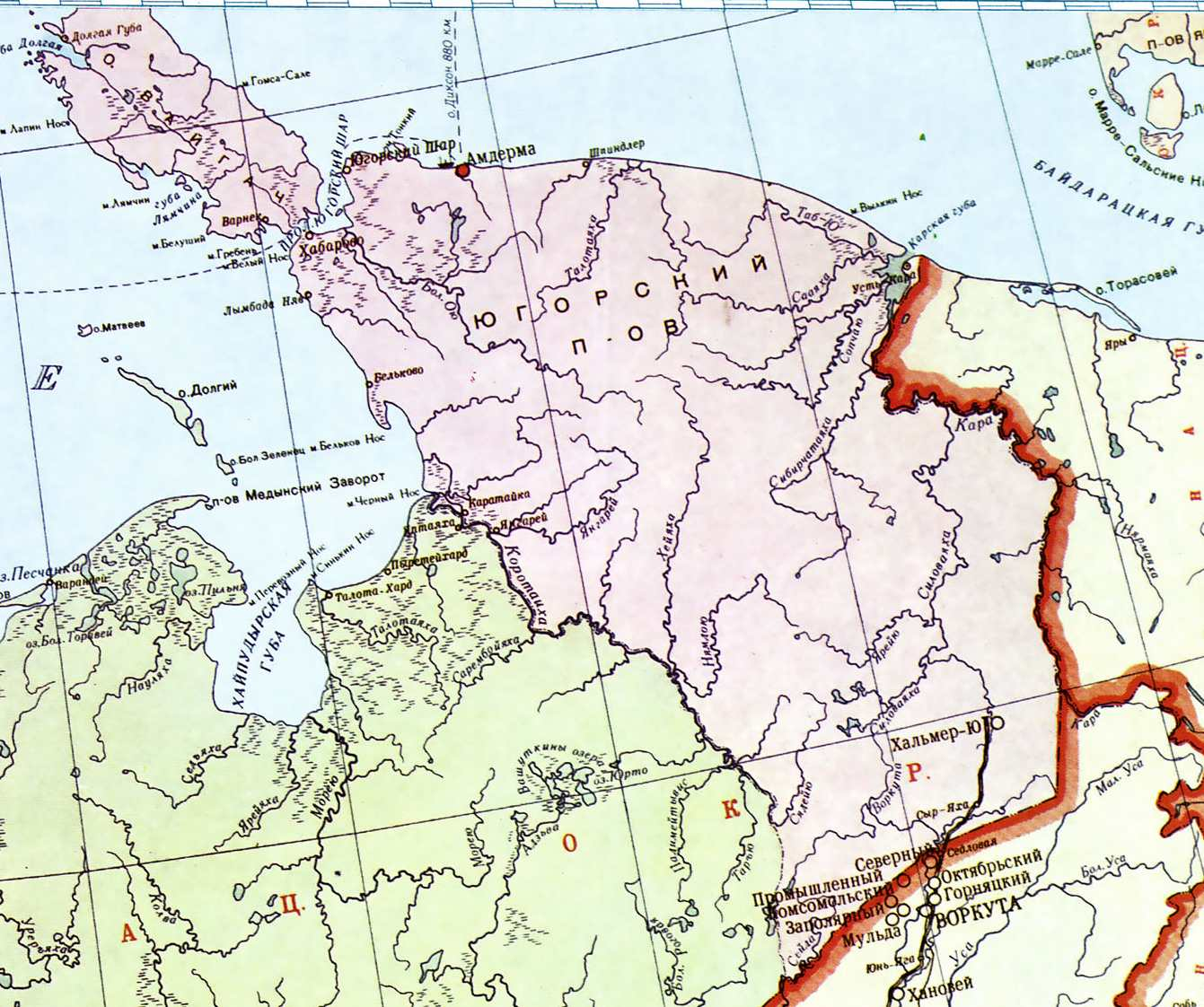
1957年の地図（町が右下に見える）
当時は鉄道が存在した

## 歴史

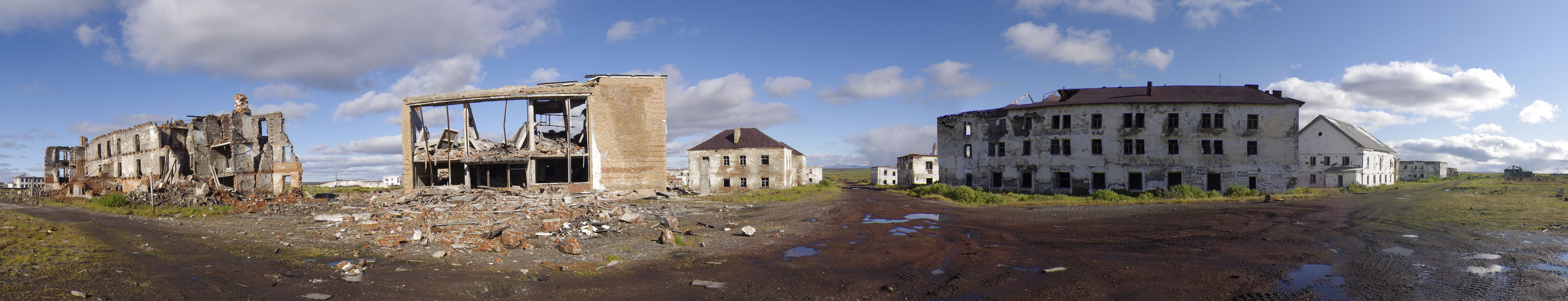
ハルミェール＝ユー遺跡の中心

ハルミェール＝ユーは、ハルミェール＝ユー川(Khalmer-Yu river)に因んで名付けられた。ハルミェール＝ユーとはネネツ語から翻訳された言葉で、"川にある死の谷"という意味である。と言うのは、この地はかつて先住民によって墓地として使われていたからである。
1940年代初期に石炭がこの地で発見され、1957年に主産業として発達していった。当初、ハルミェール＝ユーとその周辺地下に眠る石炭はネネツ自治管区が所有していたが、ヴォルクトゥゴル(Vorkutugol, Воркутуголь, "Vorkutcoal")コンビナートが採掘を開始した事により、最終的に1959年11月にコミ自治ソビエト社会主義共和国が所有する事となった。1993年に廃坑が決まり、1995年迄に移住者を解散した。
2000年代初期、ハルミェール＝ユーは軍事演習場(Pemboy(Пембой))の一部となった。結果、それは1960年代以前にハルミェール＝ユー北東15–20 kmに存在していた航空演習場が復活する事となった。